# Штановка (Белопольский район)
Штановка (укр. Штанівка) — село,
Вороновский сельский совет,
Белопольский район,
Сумская область,
Украина.
Код КОАТУУ — 5920682204. Население по переписи 2001 года составляло 160 человек .

## Географическое положение
Село Штановка находится на правом берегу реки Куяновка,
выше по течению примыкает село Москаленки,
ниже по течению на расстоянии в 1 км расположено село Заречное,
на противоположном берегу — село Москаленки.
На расстоянии в 1 км расположено село Дудченки.
Рядом проходят автомобильная дорога Т-1917 и
железная дорога, станция Торохтяный.

## Происхождение названия
Название села (до революции - хутора) произошло от фамилии первых его жителей, что являлось очень распространенным явлением для Сумского уезда. Большинство соседних небольших сел также названы фамилиями первых владельцев (Янченки - Янченко, Дудченки - Дудченко, Москаленки - Москаленко и так далее).

## История
Хутор Штанев основан сумскими казаками белопольской сотни с фамилией Штанев не позднее 1732-го года , о чем свидетельствуют казацкие полковые переписи. Хутор относился к Пророко-Ильинской церкви Белополья, до открытия Георгиевской церкви в близлежащем селе Воробьевке в 1861 году.